# Isochromodes sheila
Isochromodes sheila är en fjärilsart som beskrevs av William Schaus 1911. Isochromodes sheila ingår i släktet Isochromodes och familjen mätare. Inga underarter finns listade i Catalogue of Life.